# Vultureni (okręg Kluż)
Vultureni – wieś w Rumunii, w okręgu Kluż, w gminie Vultureni. W 2011 roku liczyła 376 mieszkańców.